# Érica de Sena
Érica Rocha de Sena (ur. 3 maja 1985 w Camaragibe) – brazylijska lekkoatletka specjalizująca się w chodzie sportowym.
W 2014 zdobyła brązowy medal Igrzysk Ameryki Południowej oraz srebro mistrzostw ibero-amerykańskich. Srebrna medalistka igrzysk panamerykańskich (2015). Złota medalistka mistrzostw ibero-amerykańskich (2016). W 2017 zajęła czwarte miejsce podczas mistrzostw świata w Londynie.
Złota medalistka mistrzostw Brazylii oraz reprezentantka kraju w pucharze świata w chodzie.
Rekordy życiowe: chód na 20 000 metrów – 1:30:51,97 (29 maja 2021, Guayaquil) rekord Brazylii; chód na 20 kilometrów – 1:26:59 (13 sierpnia 2017, Londyn) były rekord Ameryki Południowej.

## Osiągnięcia
| Rok  | Impreza                                   | Miejsce         | Konkurencja           | Pozycja     | Wynik      |
| ---- | ----------------------------------------- | --------------- | --------------------- | ----------- | ---------- |
| 2011 | Panamerykański puchar w chodzie           | Envigado        | chód na 20 kilometrów | 8 miejsce   | 1:38:45    |
| 2011 | Mistrzostwa Ameryki Południowej           | Buenos Aires    | chód na 20 000 metrów | 6. miejsce  | 1:40:24,3  |
| 2012 | Puchar świata w chodzie                   | Sarańsk         | chód na 20 kilometrów | 38. miejsce | 1:37,44    |
| 2014 | Igrzyska Ameryki Południowej              | Santiago        | chód na 20 000 metrów | 3. miejsce  | 1:36:37,3  |
| 2014 | Puchar świata w chodzie                   | Taicang         | chód na 20 kilometrów | 38. miejsce | 1:32:27    |
| 2014 | Mistrzostwa ibero-amerykańskie            | São Paulo       | chód na 10 000 metrów | 2. miejsce  | 43:41,30   |
| 2015 | Igrzyska panamerykańskie                  | Toronto         | chód na 20 kilometrów | 2. miejsce  | 1:30:03    |
| 2015 | Mistrzostwa świata                        | Pekin           | chód na 20 kilometrów | 6. miejsce  | 1:30:06    |
| 2016 | Mistrzostwa Ameryki Południowej w chodzie | Guayaquil       | chód na 20 kilometrów | 1. miejsce  | 1:34:09    |
| 2016 | Drużynowe mistrzostwa świata w chodzie    | Rzym            | chód na 20 kilometrów | 4. miejsce  | 1:27:18    |
| 2016 | Mistrzostwa ibero-amerykańskie            | Rio de Janeiro  | chód na 10 000 metrów | 1. miejsce  | 45:01,32   |
| 2016 | Igrzyska olimpijskie                      | Rio de Janeiro  | chód na 20 kilometrów | 7. miejsce  | 1:29:29    |
| 2017 | Mistrzostwa świata                        | Londyn          | chód na 20 kilometrów | 4. miejsce  | 1:26:59    |
| 2018 | Mistrzostwa Ameryki Południowej w chodzie | Sucúa           | chód na 20 kilometrów | 1. miejsce  | 1:30:22    |
| 2018 | Drużynowe mistrzostwa świata w chodzie    | Taicang         | chód na 20 kilometrów | 4. miejsce  | 1:28:11    |
| 2019 | Puchar panamerykański w chodzie           | Lázaro Cárdenas | chód na 20 kilometrów | 1. miejsce  | 1:29:22    |
| 2019 | Igrzyska panamerykańskie                  | Lima            | chód na 20 kilometrów | 3. miejsce  | 1:30:34    |
| 2019 | Mistrzostwa świata                        | Doha            | chód na 20 kilometrów | 4. miejsce  | 1:33:36    |
| 2021 | Mistrzostwa Ameryki Południowej           | Guayaquil       | chód na 20 000 metrów | 2. miejsce  | 1:30:51,97 |
| 2021 | Igrzyska olimpijskie                      | Tokio           | chód na 20 kilometrów | 11. miejsce | 1:31:39    |
| 2023 | Mistrzostwa świata                        | Budapeszt       | chód na 20 kilometrów | 13. miejsce | 1:29:53    |
| 2023 | Mistrzostwa świata                        | Budapeszt       | chód na 35 kilometrów | –           | DNF        |
| 2024 | Drużynowe mistrzostwa świata w chodzie    | Antalya         | chód na 20 kilometrów | 3. miejsce  | 1:29:22    |
| 2024 | Igrzyska olimpijskie                      | Paryż           | chód na 20 kilometrów | 13. miejsce | 1:29:32    |